# 两市镇
两市镇是湖南省邵阳市邵东县政府所在地，是邵东县的经济、文化中心，镇下辖高塘村、向阳村等43个行政村，是邵阳市最大的镇，目前有民营企业4 000余家，50多个各种市场，2004年，全镇GDP达50.8亿圆（人民币）。